# Passione nuda
Passione nuda (La pasión desnuda) è un film argentino del 1953 diretto da Luis César Amadori.